# Noisy-Diobsud Wilderness
La Noisy-Diobsud Wilderness est une aire sauvage de 57 km2 située dans l’État de Washington au nord-ouest des États-Unis. Créée en 1984, elle est située dans la région du parc national des North Cascades.

## Géographie
La zone se compose de vallées profondes, de forêts et de lacs subalpins. Elle accueille les sommets de l’Anderson Butte et du mont Watson. Elle est située sur le territoire de la forêt nationale du Mont Baker-Snoqualmie, non loin du mont Baker.
Un sentier de randonnée entre par l’ouest de l’aire sauvage à partir  du lac Baker.